# James Emmet Gleason
James Emmet Gleason (Rochester, Nova Iorque, 27 de novembro de 1869 - 10 de fevereiro de 1964) foi um engenheiro mecânico e inventor estadunidense, presidente da Gleason Corporation. Recebeu a Medalha ASME de 1939.
Filho do imigrante irlandês William Gleason (1836-1922), fundador da Gleason Corporation, e Ellen (McDermott) Gleason. Estudou engenharia mecânica na Universidade Cornell. Após graduar-se iniciou sua longa carreira na Gleason Corporation, fabricante de máquinas-ferramenta de precisão, onde foi presidente de 1922 a 1947. Foi presidente da Association for Manufacturing Technology.Irmão da mulher pioneira em engenharia e negócios Kate Gleason.

## Patentes selecionadas
- Patente Patent US1236834 - Gear-cutter, 1915-17.
- Patente US 1236836 A - Gear-generator, 1917.
- Patente Patent US1372340 - Gear-cutting machine, 1917-21.
- Patente Patent US1612371 - Apparatus for finishing curved-tooth gears, 1926.
- Patente Method and apparatus for making gears - US 1660502 A, 1928.